# Tõnu Tõniste
Tõnu Tõniste (Tallinn, 26 de abril de 1967) é um velejador estoniano.

## Carreira
Tõnu Tõniste competiu junto com seu irmão gêmeo Toomas Tõniste, representou seu país nos Jogos Olímpicos de 1988, 1992, 1996 e 2000, na qual conquistou a medalha de prata e bronze na classe 470. 